# 파리니티 초프라
파리니티 초프라(힌디어: परिणीति चोपड़ा, 영어: Parineeti Chopra, 1988년 10월 22일 ~ )는 인도의 배우, 가수이다.